# 長船派

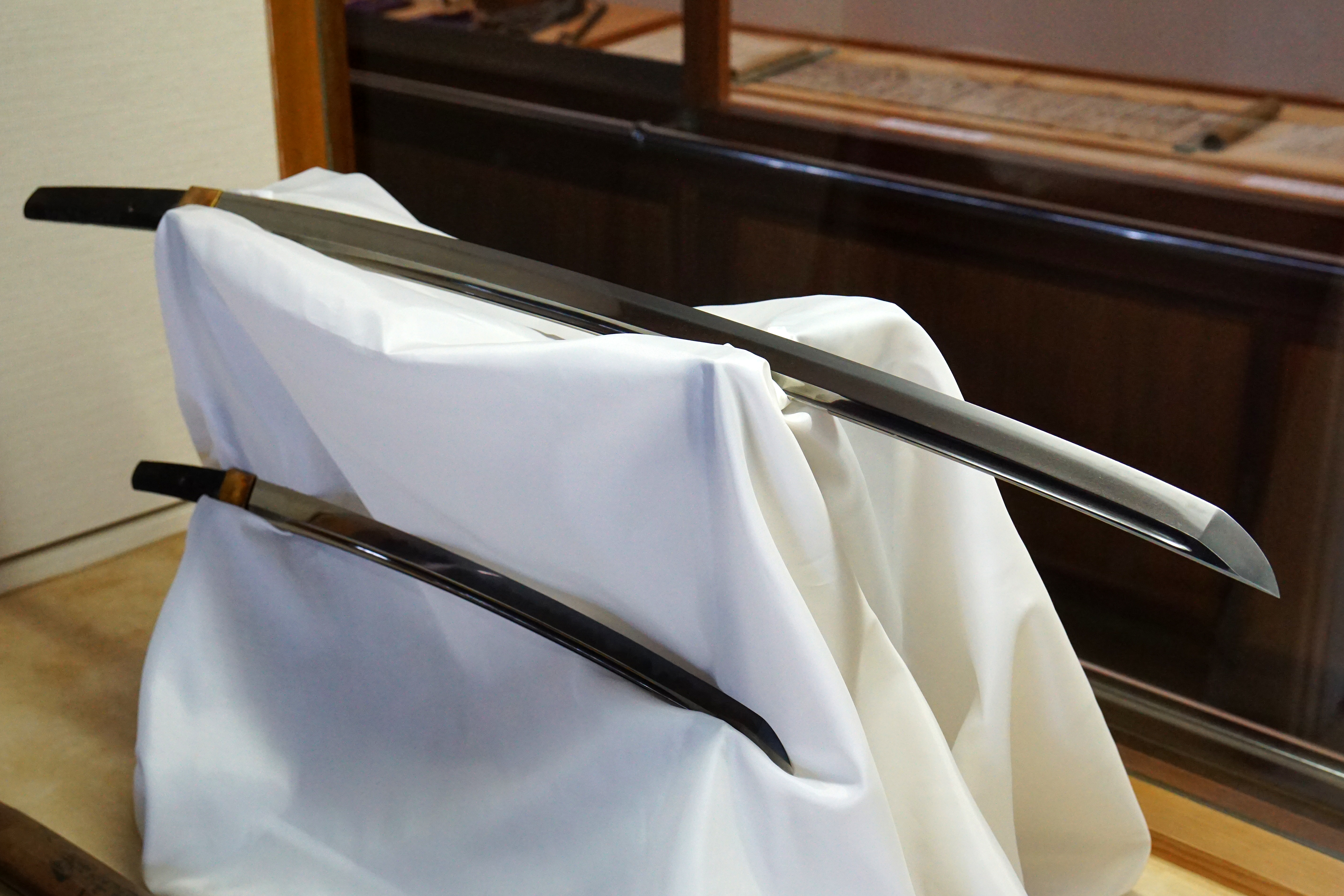
清光・康光の大小刀（大石内蔵助の佩刀）

長船派（おさふねは）とは、中世日本に備前国邑久郡長船（現在の岡山県瀬戸内市）を拠点とした刀工の一派で、五箇伝のうち備前伝に属する。名匠・名刀を多数生み出したことから、長船刀工が製作した刀剣は長船物（おさふねもの）として高く評価されている。なお、通称として単に「長船」「備前長船」とも呼ばれる。日本刀史上最大の流派である。

## 概要

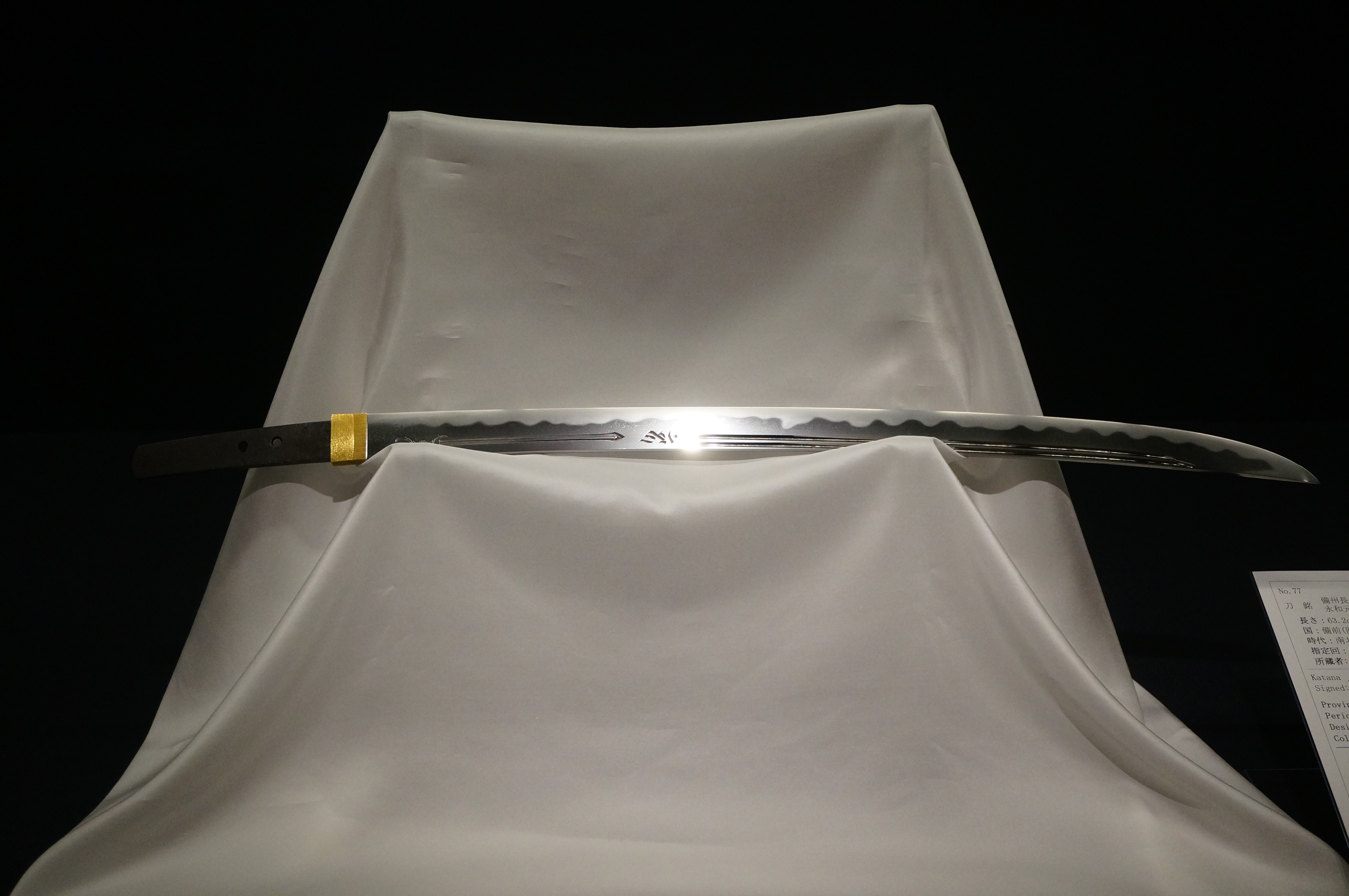
刀 銘 備州長船住盛景 永和元年十月日、南北朝時代の1375年、特別重要刀剣、秋水美術館蔵

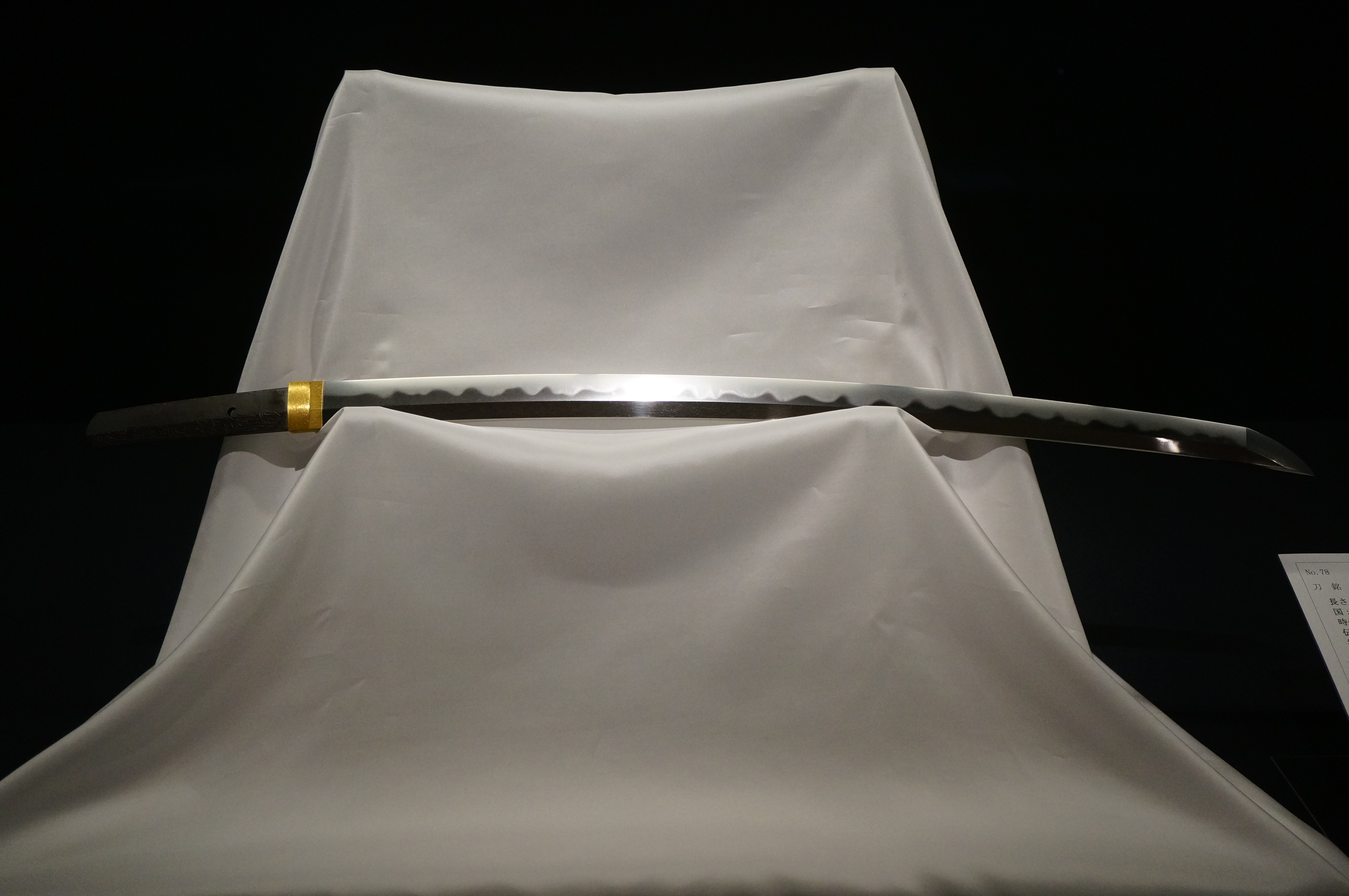
刀 銘 備前国住長船与三左衛門尉祐定 大永三年二月吉日、室町時代の1523年、阿波国徳島藩蜂須賀氏伝来、特別重要刀剣

文献によれば、鎌倉時代の人物と推定されている古備前派の近忠・光忠親子を祖とする。ただし、前者には作品が現存せず、名匠として知られている後者も年紀作（年紀が入った作品）が存在しない。従って、光忠の子・長光が作った年紀作に記された文永11年（1274年）が確認できる最古のものである。長光の子あるいは弟子と推定される景光・兼光親子、近景・真長はいずれも名匠として知られ、南北朝時代には兼光系の倫光・政光・基光らの正系をはじめ、相州物の影響を受けた長義系（長重・長義・兼長）、両系統とは別系の元重系（元重・重真）、山城大宮から移った大宮系（盛景・盛重）などが活躍した。室町時代初期（応永年間）には応永備前と呼ばれる名刀が作られ、盛光・康光らが活躍した。以後の長船物は一括して末備前と称され、則光・忠光・勝光・宗光・祐定・清光らが活躍した。ただし、同じ銘が入っていても実際には一門や門人がその名義を用いて製作を行い、一種の集団制の工房が形成されていたとされている。更に戦国時代には、「束刀」あるいは「数打」と呼ばれる一種の大量生産体制が取られていた。
相州物の影響を受けた沸出来を持つ相伝備前（長義系）及び末備前の一部を除けば、匂出来で映りと称する地に刃文の影のようなもの（地映）が出現する。刃文の変化においては、鎌倉中期は丁子、末期は直刃に小互の目、南北朝時代はのたれ、室町時代は複雑な互の目の乱れに集約される。
昭和初期に刀造りが途絶えたものの、第二次世界大戦後に岡山県重要無形文化財保持者の今泉俊光が美術品として復興させた。